# Dikkertje Dap (film)
Dikkertje Dap is een Nederlandse familiefilm uit 2017, geregisseerd door Barbara Bredero. De film is gebaseerd op het gelijknamige versje van Annie M.G. Schmidt.

## Verhaal
Dikkertje Dap is een jongetje dat naast een dierentuin woont. Zijn opa werkt als verzorger in de dierentuin en Dikkertje gaat dagelijks zijn vriend Raf de giraffe opzoeken, die op dezelfde dag is geboren als Dikkertje. Op een dag is hij jarig en de dag erna brengen zijn ouders hem voor het eerst naar school. Dan blijkt ook dat Raf niet mee mag, aangezien giraffes alles wat ze moeten weten al geleerd hebben.
Na een tijdje is Dikkertje op school gewend en maakt zijn eerste vriendje. Daarmee ontstaat een loyaliteitsconflict als hij steeds minder tijd heeft om Raf op te zoeken. 
Uiteindelijk verzint Dikkertje een list: met behulp van zijn opa's sleutels laat hij Raf ontsnappen uit de dierentuin en rijdt op zijn rug naar school. Daar laat hij alle kinderen uit zijn klas en zijn juf kennismaken met Raf.
In een zijplot raken de juf en Opa erg op elkaar gesteld, tot opa een romantisch moment onderbreekt omdat hij "bij Margot moet zijn". De juf is teleurgesteld en doet erg koel, totdat blijkt dat Margot een tapir uit de dierentuin is.

## Rolverdeling
- Liam de Vries - Dikkertje Dap
- Yannick van de Velde - Raf de giraf
- Medi Broekman - Suzanne Dap (moeder)
- Egbert-Jan Weeber - David Dap (vader)
- Dolores Leeuwin - juf Nellie
- Martijn Fischer - Opa Dik

## Opnames
De opnames van de film vonden voornamelijk plaats in de Limburgse dierentuin GaiaZOO en in het pittoreske dorp Marken. Regisseuse Barbara Bredero koos voor Marken in plaats van het tumultueuze Amsterdam omdat de vele groene huisjes beter in de belevingswereld van een kind zouden passen.

## Prijzen
- In oktober 2017 werd de film bekroond met een Gouden Film voor het behalen van 100.000 bezoekers.[5]
- De film werd in 2018 op het 13e International Film Festival In the Family Circle in de Russische stad Jaroslavl bekroond met zowel de juryprijs als de publieksprijs.[6]
- Tevens was de film in het najaar van 2018 genomineerd voor een Gouden Kalf in de categorie Publieksprijs, de prijs werd echter gewonnen door de film Bankier van het verzet.[7]

## Trivia
- De giraf Raf werd gemaakt door Rob's Prop Shop in Purmerend.[8]
- Elementen uit het versje zijn in de film verwerkt: zo glijdt Dikkertje van de rug van Raf de giraffe (die hem toestemming geeft met de tekst "Stap maar op en glij maar af"), draagt Dikkertje rode laarsjes voor de regen en brengt hij zijn list 's ochtends vroeg om kwart over zeven ten uitvoer.